# Jes Macallan
Jessica Lee Liszewski (nascida em 9 de agosto de 1982), mais conhecida por seu nome artístico Jes Macallan, é uma atriz americana. Ela é mais conhecida por seu papel como Josslyn Carver na série dramática da ABC, Mistresses, e Ava Sharpe, na comédia-dramática de super-heróis da CW , Legends of Tomorrow .

## Vida Pessoal

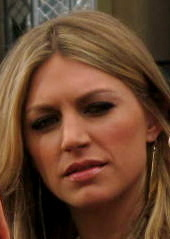
Macallan na TV

Macallan nasceu em Sarasota, Flórida .  Ela se formou na Universidade da Flórida com um diploma de Marketing Internacional.  Ela começou a carreira de modelo no início dos anos 2000 e se formou no Maggie Flanigan Studio em Nova York. 

## Carreira
De 2011 a 2012, Macallan participou em várias séries de televisão, incluindo Femme Fatales, Shameless, Justified, The Protector, Grey's Anatomy e NCIS: Los Angeles . 
Em 2012, ela conseguiu um papel principal regular na série dramática da ABC Mistresses, junto com Alyssa Milano, Rochelle Aytes e Yunjin Kim, sobre as vidas de quatro amigas e seus envolvimentos em uma série de relacionamentos ilícitos e complexos.    Mistresses estreou em 3 de junho de 2013, e em 25 de setembro de 2013, a ABC renovou o programa para uma segunda temporada com estreia no verão de 2014.   Macallan também foi protagonista no filme da Lifetime 2014, The Mentor .  Em 2017, se juntou ao elenco da série de super-heróis da CW Legends of Tomorrow em um papel recorrente como a agente do Time Bureau Ava Sharpe .  Em 2018, Macallan foi promovida a regular na quarta temporada do programa. 

## Filmografia

### Filme
| Ano  | Título                    | Função                        | Notas           |
| ---- | ------------------------- | ----------------------------- | --------------- |
| 2008 | Ocean's 7-11              | Mandatária                    |                 |
| 2008 | One, Two, Many            | Mulher na cama                |                 |
| 2008 | Identity Crisis           | Sandy                         |                 |
| 2009 | Behaving badly            | Garçonete                     |                 |
| 2009 | Hired Gun                 | Apresentadora de notícias # 2 |                 |
| 2011 | Being Bin Laden           | Ali                           |                 |
| 2011 | The Football Fairy        | Kelsey                        | Curta- metragem |
| 2014 | O Despertar de uma mulher | Érica                         |                 |
| 2015 | Thirst                    | Claire Taylor                 |                 |
| 2019 | Self E                    | Tara Sinclair                 | Curta-metragem  |

### Televisão
| Ano             | Título               | Função                        | Notas                                                            |
| --------------- | -------------------- | ----------------------------- | ---------------------------------------------------------------- |
| 2011            | Shameless            | Tammy                         | Episódio: "Casey Casden"                                         |
| 2011            | Justified            | Cassie                        | Episódios: "The Life Inside" e "The I of the Storm"              |
| 2011            | The Protector        | Rachel                        | Episódio: "Casos"                                                |
| 2012            | Anatomia de Grey     | Hillary                       | Episódio: " Hope for the Hopeless "                              |
| 2012            | Crash & Burn         | Kelly Mitchell                | Filme para televisão                                             |
| 2012            | NCIS: Los Angeles    | Megan Stevens / Anya Fournier | Episódio: "Blye, K., Parte 2"                                    |
| 2012            | Femme Fatales        | Susan                         | Episódio: "One Man's Death"                                      |
| 2014            | The Mentor           | Elizabeth                     | Filme para televisão                                             |
| 2013–2016       | Mistresses           | Josslyn Carver                | Papel principal                                                  |
| 2014–2015       | Red Band Society     | Ashley Cole                   | 2 episódios                                                      |
| 2016            | Married by Christmas | Carrie                        | Filme para televisão                                             |
| 2017 – presente | Legends of Tomorrow  | Ava Sharpe                    | Papel recorrente (temporada 3); Papel principal (temporadas 4-6) |
| 2017            | O Destino de Grace   | Grace Conner                  | Filme para televisão                                             |